# Dysgonia torrida
Dysgonia torrida  és una espècie de lepidòpter ditrisi de la família dels erèbids (Erebidae), subfamília Erebinaede. Pertany a la tribu Ophiusini.
Es troba des de les zones tropicals i subtropicals d'Àfrica, fins a Espanya, sud d'Itàlia, Grècia, Síria, Israel, Iran i l'Uzbekistan. Hi ha generacions múltiples per any. A Europa els adults volen de maig a juny i setembre. Fa 45-50 mm d'envergadura alar. Les larves s'alimenten de Zea mays (Poaceae), Ricinus communis i Acalypha wilkesiana (Euphorbiaceae)